# Santa Rosa de Conlara
Santa Rosa de Conlara é uma cidade da Argentina, localizada na província de San Luis
1. ↑  «Argentina.gob.ar». www.argentina.gob.ar (em espanhol). Consultado em 5 de junho de 2025
2. ↑  «San Luis | Wine Region, Colonial City & Andes Mountains | Britannica». www.britannica.com (em inglês). Consultado em 5 de junho de 2025